# Michel Castex
Pour les articles homonymes, voir Castex.
Michel Castex est un journaliste et essayiste français. Il est rédacteur en chef à l'Agence France-Presse (AFP).

## Carrière
Ancien président de la société des rédacteurs de l'AFP, Michel Castex a couvert tout au long de sa carrière de nombreux postes internationaux. Il a dirigé le service des informations générales et le service AFP Audio.
Après avoir couvert les évènements de Pologne (1981), les émeutes en Algérie et les funérailles de Khomeiny, il dirigea l'équipe de l'Agence France Presse chargée de couvrir la révolution roumaine depuis Bucarest en 1989, ce qui lui valut à son retour le prix Vérité (prix spécial du jury 1990) et le prix Radio France de la communication 1990 pour son livre Un mensonge gros comme le siècle. L'ouvrage évoque l'affaire des faux charniers de Timisoara et pose la question de la manipulation de l'information,,. Il a également réalisé de nombreuses chroniques de radio .
Nommé directeur du bureau de Beyrouth (Liban) où il resta près de cinq ans, il couvrit la fin de la guerre, les débuts de la reconstruction et l'avancement du processus de paix.
De retour en France, Michel Castex fut directeur de la région Ouest pour l'Agence France Presse (basée à Rennes) et rédacteur en chef au siège de l'AFP à Paris.

## Œuvre
- Un mensonge gros comme le siècle, 1990, éditions Albin Michel.  (ISBN 2226048073)
- Prix Vérité (Prix spécial du jury 1990)
- Prix Radio France communication 1990
- Textes des interludes dans La Bande à Bonnot de Boris Vian mis en musique par Louis Bessières[6].